# BTS Permission to Dance on Stage
Permission to Dance On Stage foi uma série de concertos realizadas pelo grupo sul-coreano BTS. Devido as restrições da pandemia de COVID-19, as apresentações aconteceram em arenas primeiramente sem público e posteriormente com a presença do público. A setlist continha inúmeras canções da discografia do grupo, além dos singles "Butter", "Permission to Dance" e o álbum de estúdio Be lançados durante o período da pandemia. Iniciou em Seul, Coreia do Sul em 24 de outubro de 2021 e terminou em Las Vegas, Nevada em 16 de abril de 2022 com o total de 12 shows.

## História
Em janeiro de 2020, o BTS anunciou a Map of The Soul Tour que acabou sendo adiada e posteriormente cancelada em agosto de 2021 devido à incerteza da pandemia de COVID-19. Posteriormente, Map of the Soul ON:E, uma transmissão online do concerto, foi anunciado para promover o EP Map of the Soul: Persona e o álbum Map of the Soul: 7. Além da transmissão, o ingresso também incluía um show presencial mas os ingressos presenciais foram cancelados antes da apresentação de outubro de 2020.
Em 15 de setembro de 2021, o BTS anunciou um show online para o dia 24 de outubro em Seul. Após um longo período, o grupo anunciou que finalmente iria realizar shows presenciais em arenas, ocasião que não acontecia desde 2019. Os concertos foram realizados no Estados Unidos no SoFi Stadium em Inglewood, Califórnia, nos dias 27 e 28 de novembro e também em 1 e 2 de dezembro. Em 2022, quatro apresentações foram marcadas no Allegiant Stadium em Las Vegas, Nevada em 8 e 9 de abril e também 15 e 16 de abril.

## Apresentações
| Data                   | Cidade    | País           | Local/Transmissão                                    | Audiência                                         | Receita                 | Ref.         |
| ---------------------- | --------- | -------------- | ---------------------------------------------------- | ------------------------------------------------- | ----------------------- | ------------ |
| 24 de outubro de 2021  | Seul      | Coréia do Sul  | Estádio Olímpico de Seul/Weverse                     | —                                                 | —                       | [ 5 ]        |
| 27 de novembro de 2021 | Inglewood | Estados Unidos | SoFi Stadium /YouTube Theater/ Weverse               | 813.000 mil (214,000/18,000/581,000)              | $33,300,000             | [ 6 ]        |
| 28 de novembro de 2021 | Inglewood | Estados Unidos | SoFi Stadium /YouTube Theater/ Weverse               | 813.000 mil (214,000/18,000/581,000)              | $33,300,000             | [ 6 ]        |
| 01 de dezembro de 2021 | Inglewood | Estados Unidos | SoFi Stadium /YouTube Theater/ Weverse               | 813.000 mil (214,000/18,000/581,000)              | $33,300,000             | [ 6 ]        |
| 02 de dezembro de 2021 | Inglewood | Estados Unidos | SoFi Stadium /YouTube Theater/ Weverse               | 813.000 mil (214,000/18,000/581,000)              | $33,300,000             | [ 6 ]        |
| 10 de março de 2022    | Seoul     | Coréia do Sul  | Estádio Olímpico de Seul/Weverse                     | 2.465.000 milhão (45,000 / 1,400,000 / 1,020,000) | TBA / $32,600,000 / TBA | [ 7 ]        |
| 12 de março de 2022    | Seoul     | Coréia do Sul  | Estádio Olímpico de Seul/Weverse                     | 2.465.000 milhão (45,000 / 1,400,000 / 1,020,000) | TBA / $32,600,000 / TBA | [ 7 ]        |
| 13 de março de 2022    | Seoul     | Coréia do Sul  | Estádio Olímpico de Seul/Weverse                     | 2.465.000 milhão (45,000 / 1,400,000 / 1,020,000) | TBA / $32,600,000 / TBA | [ 7 ]        |
| 08 de abril de 2022    | Las Vegas | Estados Unidos | Allegiant Stadium / MGM Grand Garden Arena / Weverse | 624.000 mil (200,000 / 22,000 / 402,000)          | $35,900,000 / TBA / TBA | [ 9 ] [ 10 ] |
| 09 de abril de 2022    | Las Vegas | Estados Unidos | Allegiant Stadium / MGM Grand Garden Arena / Weverse | 624.000 mil (200,000 / 22,000 / 402,000)          | $35,900,000 / TBA / TBA | [ 9 ] [ 10 ] |
| 15 de abril de 2022    | Las Vegas | Estados Unidos | Allegiant Stadium / MGM Grand Garden Arena / Weverse | 624.000 mil (200,000 / 22,000 / 402,000)          | $35,900,000 / TBA / TBA | [ 9 ] [ 10 ] |
| 16 de abril de 2022    | Las Vegas | Estados Unidos | Allegiant Stadium / MGM Grand Garden Arena / Weverse | 624.000 mil (200,000 / 22,000 / 402,000)          | $35,900,000 / TBA / TBA | [ 9 ] [ 10 ] |